# Otto Frickhoeffer
Otto Frickhoeffer   (Bad Schwalbach, 29 de març de 1892 - 9 d'abril de 1968) va ser un compositor i director d'orquestra alemany.

## Biografia
Nascut a Bad Schwalbach, fill de metge, Frickhoeffer volia convertir-se en músic. Com que el pare va insistir a estudiar medicina, Frickhoeffer es va inscriure a la "Ludwig-Maximilians-Universität München". El semestre d'estiu de 1911 va entrar a formar part del Corps Brunsviga de Múnic (Associació estudiantil). Com a Inaktiver, va canviar a la "Ruprecht-Karls-Universität Heidelberg". Només quan va passar el "Physikum" allà, els seus pares van acceptar la seva carrera com a pianista. La Primera Guerra Mundial va interrompre l'inici esperançador. No completament apte per al servei al front occidental, va ser utilitzat durant la seva formació mèdica per atendre els transports ferits. Quan va acabar la guerra, les seves mans ja no eren adequades per tocar el piano. Una sortida era estudiar composició musical i direcció. Des del 1918 Frickhoeffer va viure a Berlín com a professor de cant i compositor, tenint entre els seus alumnes en Hans Vogt.
Ernst Klee cita de l'obra de referència nazi Das Deutsche Führerlexikon com a implicat en les activitats polítiques de Frickhoeffer amb "l'Alldeutscher Verband" i la Defensa dels Ciutadans després de la Primera Guerra Mundial i més tard va ser membre del Partit Nazi. A més, va ser cap del Kampfbund für deutsche Kultur (KfdK). El 1933 va participar al festival "Young Germany in Music", que va organitzar el Kampfbund für deutsche Kultur de Bad Pyrmont. Del 1934 al 1936 va treballar com a director del "Reichs-Rundfunk-Gesellschaft"". El NSDAP el va enviar al "Reichssender Frankfurt" com a representant especial musical. Després de Gleichschaltung, havia de donar suport al curs polític mitjançant la música de la ràdio. Es van sol·licitar obres de compositors alemanys - Bach, Beethoven, Brahms, Bruckner i Wagner. A la fi de 1937 es va convertir en el primer Kapellmeister de la hr-Sinfonieorchester. Després va seguir Hans Rosbaud com a director principal i cap del departament de música de l'emissora de ràdio d'on va sorgir el Hessischer Rundfunk el 1945. A la postguerra a Alemanya, marginat i poc inclinat des del primer moment, Frickhoeffer va haver de suportar anys difícils. Paralitzat per un ictus, va estar al llit a partir del 1960. Va morir poc després del seu 76è aniversari en una residència d'avis de Schwalbach.